# Dobbelsteensprinkhaan
De dobbelsteensprinkhaan (Tessellana tessellata, eerder Platycleis tessellata) is een rechtvleugelig insect uit de familie sabelsprinkhanen (Tettigoniidae), onderfamilie Tettigoniinae. De wetenschappelijke soortaanduiding wordt abusievelijk ook wel als tessel(..)ata geschreven. De wetenschappelijke naam van de soort is voor het eerst geldig gepubliceerd als Locusta tessellata door Toussaint von Charpentier in 1825.

## Kenmerken
Mannetjes bereiken een lengte van 13 tot 16 millimeter, de vrouwtjes zijn 15 tot 17 mm lang. De lichaamskleur is bruin, met donkere en lichtere vlekken, het halsschild is licht omzoomd aan de onderzijde. De mannetjes hebben onregelmatig gevormde cerci, die kleine tandjes aan de buitenzijde. Het vrouwtje is te herkennen aan de zeer korte, donkere tot zwarte sterk omhoog gekromde legboor. De wetenschappelijke soortnaam tessellata betekent dobbelsteen en slaat op het patroon van vlekken op de achtervleugels, die in rust niet te zien zijn. De voorvleugels zijn opvallend smal en reiken tot ongeveer de achterlijfspunt.

### Onderscheid met andere soorten
De dobbelsteensprinkhaan is een van de weinige bruine sabelsprinkhanen en lijkt alleen op de duinsabelsprinkhaan maar deze laatste soort wordt veel groter en heeft geen dobbelsteen- achtige vlekken op de achtervleugels. Daarnaast zijn de vleugels veel langer en hebben vrouwtjes een lange, nauwelijks gekromde legboor.

## Verspreiding en habitat
De soort komt voor in het West-Palearctisch gebied. De dobbelsteensprinkhaan komt niet voor in Nederland en is al lang verdwenen uit België en Luxemburg. De recentste waarneming uit België is uit 1958 nabij Torgny. De dichtstbijzijnde populaties liggen in uiterst zuidwestelijk Duitsland en noordelijk Frankrijk. De habitat bestaat uit droge en warme, zonnige en begroeide plaatsen als graslanden, heidevelden en braakliggende terreinen.

## Levenswijze
De dobbelsteensprinkhaan is actief gedurende de maanden juli tot september, de mannetjes laten zich vooral horen tussen drie uur in de middag tot één uur 's nachts. Het geluid bestaat uit onregelmatige series van knarsende tikken.